# 베짜기개미
베짜기개미(Oecophylla)는 개미과에 속하는 사회적 곤충의 한 속으로, 땅속에 아닌 나무위에 나뭇잎으로 둥지를 지어 산다는 것이 특징이다. 베짜기개미는 애벌레가 고치를 만드는 실을 이용하여 나뭇잎을 붙여서 둥지를 짓는데, 이 모양이 축구공처럼 둥글게 생겼다. 베짜기개미가 둥지를 만들 때 각 개체들이 협력한다. 이들의 군체는 매우 클 수 있는데, 큰 군체는 100여개의 둥지와 수많은 나무 그리고 50만의 일개미를 거느린다. 대부분의 개미와 같이, 이들 베짜기개미는 작은 곤충이나 진딧물이나 깍지벌레 같은 곤충에서 나오는 단물을 먹고 산다. 베짜기개미의 일개미는 크기로서 두 계급으로 나뉘는데, 대형 일개미는 8~10mm이고 소형 일개미들은 대형 일개미의 크기의 반쯤 된다. 대형 일개미와 소형 일개미는 각각 하는 일이 다른데, 대형 일개미는 야외에서 주로 활동하고(즉, 곤충을 사냥하여 오거나 영토를 확장하거나 전쟁하는 일) 소형 일개미는 둥지 내에서 활동한다(즉, 진딧물·깍지벌레 등의 단물을 얻거나 둥지를 짓고 보수하는 것). 베짜기개미의 색은 다양하다. 베짜기개미는 어느 정도 호전적이며 자신의 둥지가 위협을 받으면 매우 사나워진다. 이 특성을 이용하여, 동남아시아에서는 이들을 살충제 대신 이용한다. 베짜기개미는 침은 없지만 강력하게 물며 개미산을 분사할 수 있다.

## 분류

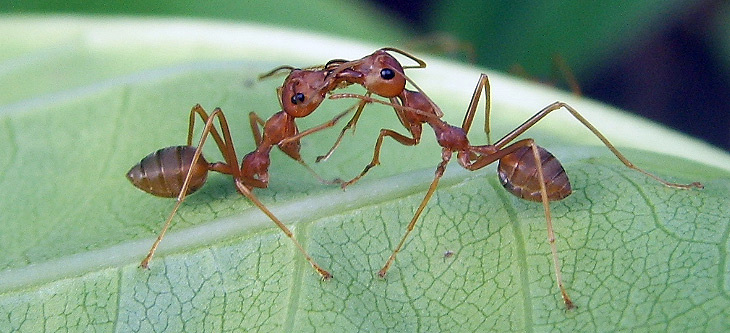
푸른베짜기개미의 영양교환.

베짜개 개미는 불개미 아과에 속하며, 상대적으로 오래된 속이다. 이들의 속의 학명은 오코필라(Oecophylla)인데 오코필라에는 아프리카에 사는 종과 아시아에 사는 종이 있다.

## 군체 발생과 사회적 질서
군체는 하나 이상의 여왕으로부터 생겨난다(여왕은 수정된 암컷이다) 여왕은 알을 풀잎에 낳고 그 알들이 성체가 될때까지 키운다. 그 일개미들은 잎으로 둥지를 지어 여왕을 보호하고 여왕이 알을 낳는 일을 돕는다. 일개미의 수가 늘어가면서 더 많은 둥지를 짓게 되고 이에 따라 군체의 생산력과 크기는 상당히 커진다. 베짜기개미는 다른 일개미들을 동원하기 위하여 페로몬을 이용하거나 병렬주행을 이용한다.

## 둥지 건설

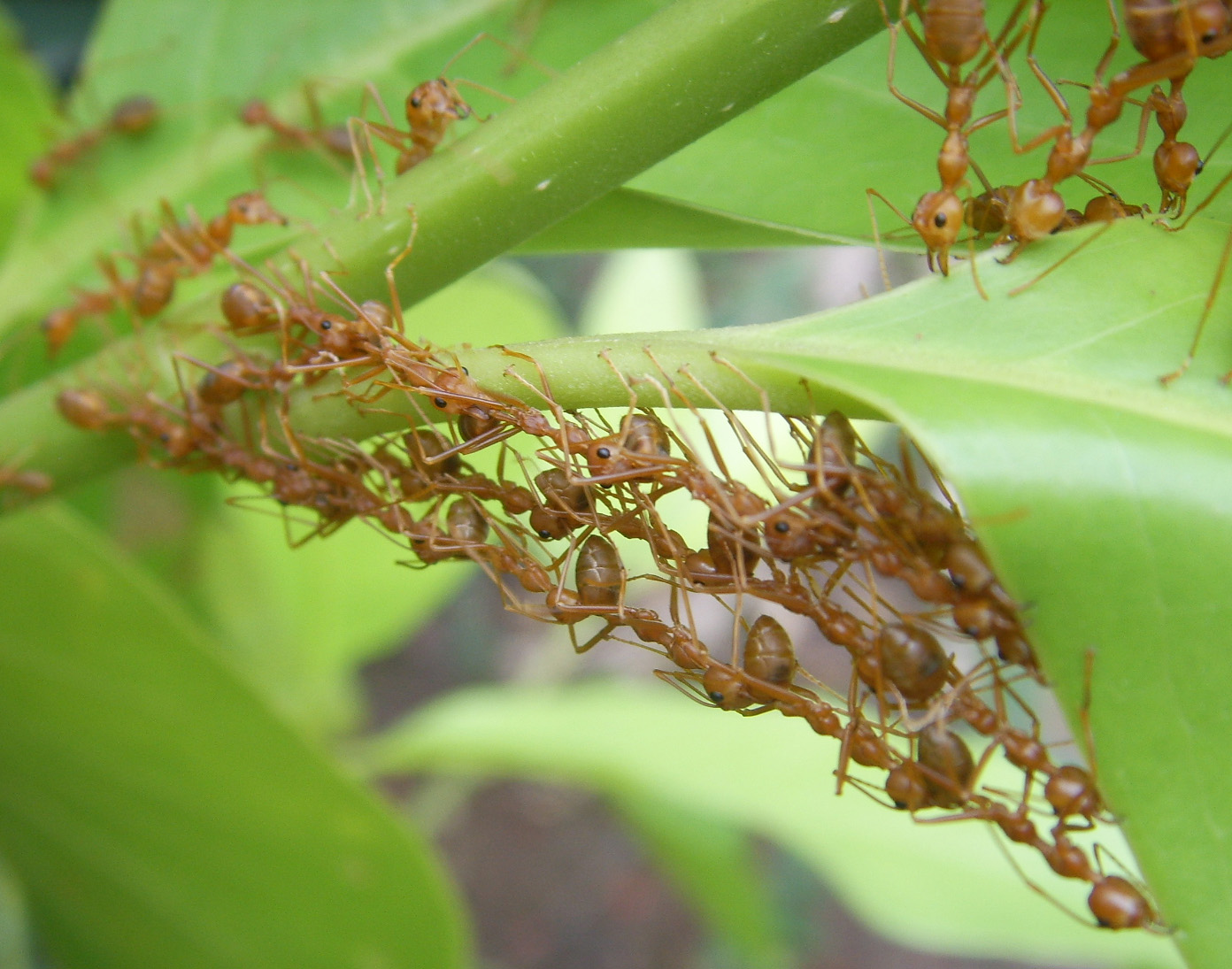
푸른베짜기개미 대형일개미의 둥지 건설(태국)

베짜기개미들은 둥지를 지을 때의 협동이 유명하다. 베짜기개미들이 살아있는 잎으로 상대적으로 큰 둥지를 건설할 수 있은 것은 확실히 그들의 생물학적 성공과 관련이 있다. 둥지를 짓는 제 1단계에서는 베짜기개미들이 둥지를 지을만한 잎을 큰턱으로 끌어당겨봐서 찾아보는 것이다. 만약 한 무리의 개미들이 잎을 말아올리는데 성공했을 경우,제 2단계에 들어가는데, 주변의 개미들이 둥지를 짓는데 도우러 간다. 두 나뭇잎을 붙이고자 할 때 (제 3단계) 베짜기개미들은 서로의 배마디자루(개미허리)를 물어서 간격을 좁힌다.잎들이 서로 가까이 인접했다면, 제 4단계에서 일개미들이 고치를 만들려는 애벌레들을 데려와서 그들이 고치를 만들려는 실을 이용해서 잎들을 붙인다. 애벌레들이 실을 무한정 생산할 수는 없기 때문에, 이들 에벌레는 고치 없이 번데기 상태로 들어가게 된다. 완성된 둥지는 완전한 구가 아니고 조금 찌그러졌으며 나뭇잎 한개를 말은 작은 둥지에서 많은 나뭇잎을 붙어서 지름이 50cm에 이르는 거대한 둥지까지 크기는 다양하다. 둥지를 짓는데 걸리는 시간은 둥지의 크기에 따라서 다르지만 대체로 24시간안에 둥지 공사를 모두 마친다. 베짜기개미의 둥지가 강하고 방수가 되기는 하나 어느 정도씩은 망가지기 때문에 일개미들에 의해 항상 새로이 지어진다.

## 갤러리

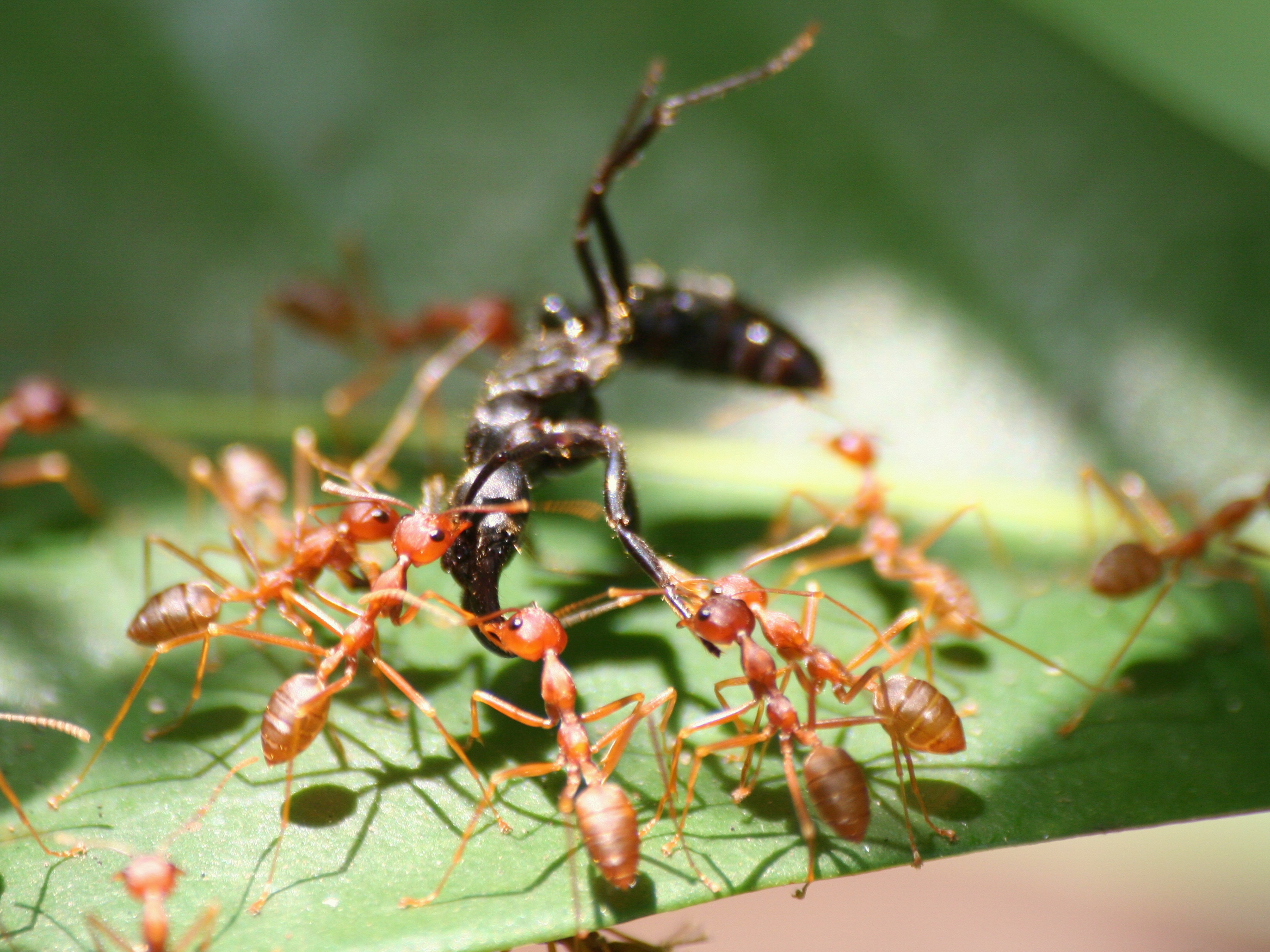
베짜기개미(오코필라 롱인오다)가 베짜기개미보다 큰 곤충을 사냥하기 위해 협동하는 모습
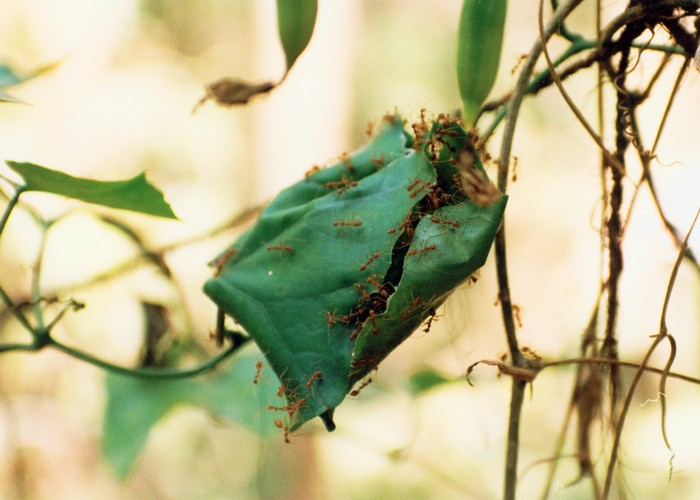
베짜기개미의 둥지
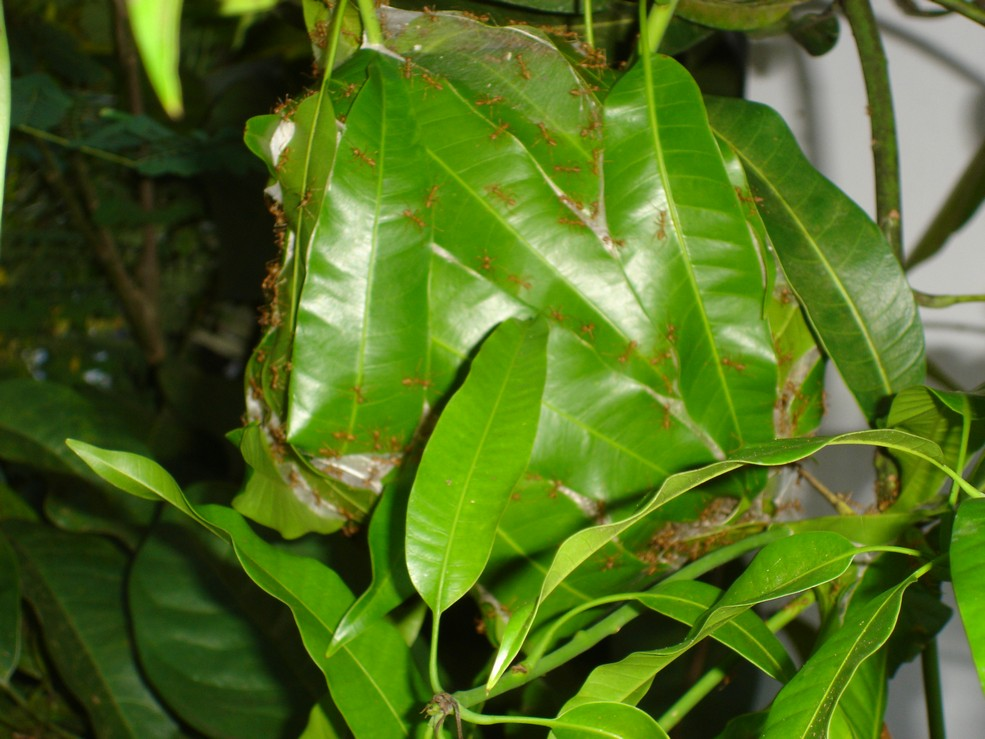
망고 나무에의 둥지
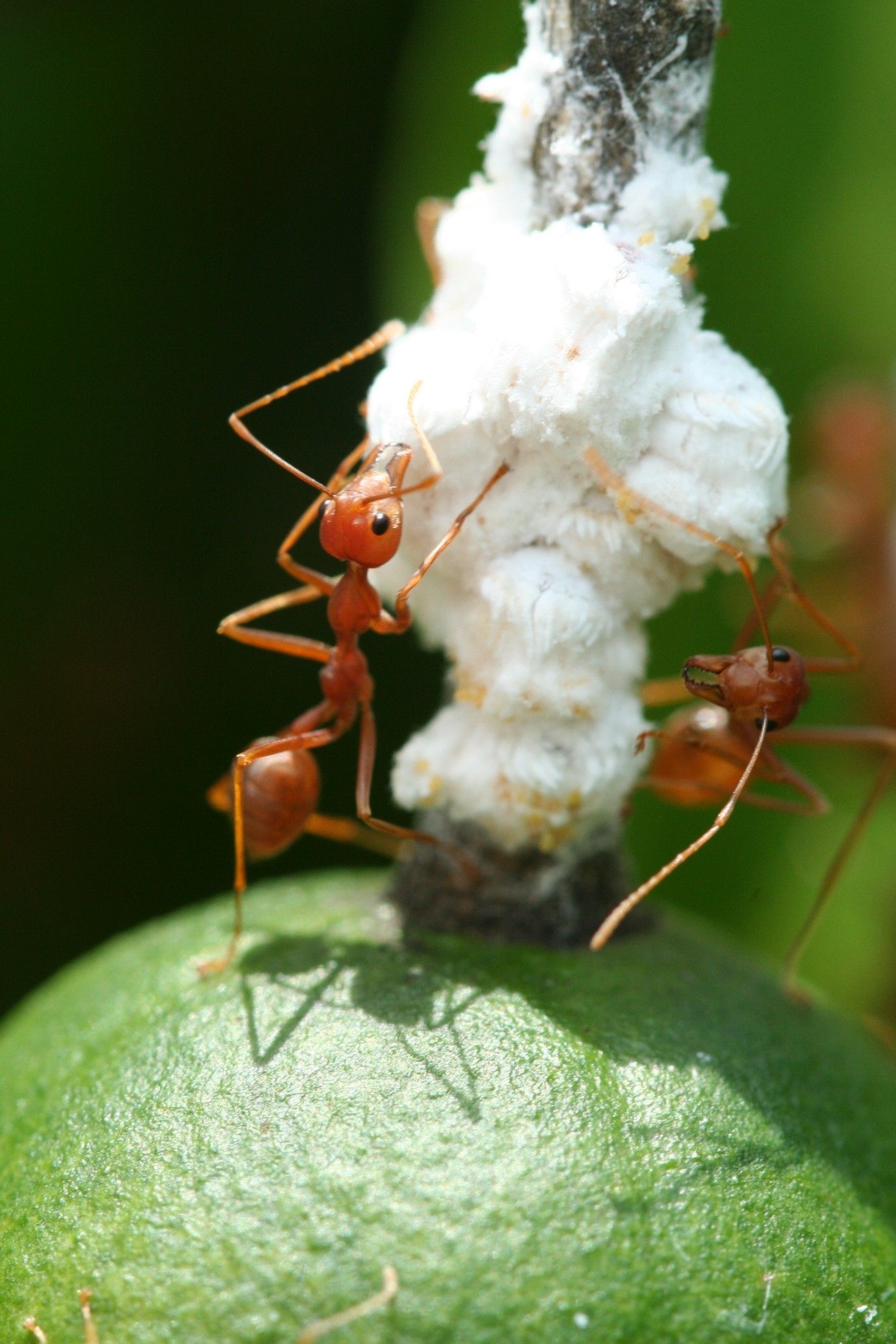
푸른베짜기개미가 라임 꽃꿀을 먹는 모습 (태국)